# Communauté de communes Aux sources du Canal du Midi
La communauté de communes Aux sources du canal du Midi est une communauté de communes située dans les départements de la Haute-Garonne, du Tarn et de l'Aude, en région Occitanie.

## Historique
Le district Lauragais Revel Montagne-Noire créé le 12 juillet 1999 est transformé en Communauté de communes Lauragais Revel Sorézois le  26 décembre 2001.
La constitution du district ne s'est pas faite sans heurts. Elle a été l'occasion d'une confrontation entre les maires tenant du district, avec à leur tête le maire de Revel, M. Chatillon, et ceux inquiets de la perte d'autonomie des petites communes.
Le district s'est finalement constitué dans un premier temps sans deux communes d'irréductibles, encerclées par la communauté de communes : Roumens et Montégut-Lauragais. Les panneaux-cartes du district représentaient à l'époque ces communes comme des lieux-dits intégrés au district.
Ce n'est qu'en 2003 que Montégut-Lauragais et Roumens ont finalement intégré la communauté de communes.
Le 1er janvier 2010, à la suite de la dissolution de la Communauté de communes du Pays de Dourgne, les communes tarnaises d'Arfons, de Saint-Amancet, de Cahuzac, et de Belleserre ont rejoint la Communauté de communes du Lauragais-Revel-Sorézois. À cette date, trois communes de la Haute-Garonne ont adhéré à la communauté : Juzes, Maurens et Mourvilles-Hautes.
Le 1er janvier 2017, la commune des Cammazes quitte la communauté de communes de la Montagne Noire pour rejoindre la communauté de communes du Lauragais-Revel-Sorézois.
En 2023, la communauté de communes du Lauragais-Revel-Soréois prend le nom : Aux sources du Canal du Midi.

## Territoire communautaire

### Composition
La communauté de communes est composée des 28 communes suivantes :

| Nom                   | Code Insee | Gentilé          | Superficie (km2) | Population (dernière pop. légale) | Densité (hab./km2) |
| --------------------- | ---------- | ---------------- | ---------------- | --------------------------------- | ------------------ |
| Revel (siège)         | 31451      | Revélois         | 35,31            | 9 686 (2022)                      | 274                |
| Arfons                | 81016      | Arfontais        | 40,71            | 178 (2022)                        | 4,4                |
| Bélesta-en-Lauragais  | 31060      | Bélestais        | 5,59             | 112 (2022)                        | 20                 |
| Belleserre            | 81027      | Belleserriens    | 4,76             | 165 (2022)                        | 35                 |
| Blan                  | 81032      | Blannais         | 13,3             | 1 101 (2022)                      | 83                 |
| Les Brunels           | 11054      | Brunelois        | 11,97            | 268 (2022)                        | 22                 |
| Cahuzac               | 81049      | Cahuzacois       | 5,69             | 360 (2022)                        | 63                 |
| Les Cammazes          | 81055      | Cammazols        | 7,68             | 398 (2022)                        | 52                 |
| Durfort               | 81083      | Durfortois       | 4,54             | 253 (2022)                        | 56                 |
| Falga                 | 31180      | Falgasiens       | 5,38             | 148 (2022)                        | 28                 |
| Garrevaques           | 81100      | Garrevaquois     | 6,86             | 399 (2022)                        | 58                 |
| Juzes                 | 31243      | Juzois           | 3,75             | 67 (2022)                         | 18                 |
| Lempaut               | 81142      | Lempautois       | 14,18            | 883 (2022)                        | 62                 |
| Maurens               | 31329      | Maurenois        | 6,6              | 207 (2022)                        | 31                 |
| Montégut-Lauragais    | 31371      | Montégutois      | 7,72             | 407 (2022)                        | 53                 |
| Montgey               | 81179      | Montjétois       | 9,91             | 274 (2022)                        | 28                 |
| Mourvilles-Hautes     | 31393      | Mourvillois      | 6,59             | 170 (2022)                        | 26                 |
| Nogaret               | 31400      | Nogaretois       | 4                | 98 (2022)                         | 24                 |
| Palleville            | 81200      | Pallevillois     | 6,44             | 447 (2022)                        | 69                 |
| Poudis                | 81210      | Poudissois       | 4,62             | 271 (2022)                        | 59                 |
| Puéchoursi            | 81214      |                  | 3,55             | 109 (2022)                        | 31                 |
| Roumens               | 31463      | Roumensois       | 3,57             | 244 (2022)                        | 68                 |
| Saint-Amancet         | 81237      | Saint-Amancétois | 12,33            | 176 (2022)                        | 14                 |
| Saint-Félix-Lauragais | 31478      | Saint-Féliciens  | 51,88            | 1 255 (2022)                      | 24                 |
| Saint-Julia           | 31491      | Saint-Julianais  | 11,46            | 417 (2022)                        | 36                 |
| Sorèze                | 81288      | Soréziens        | 41,64            | 2 978 (2022)                      | 72                 |
| Vaudreuille           | 31569      | Vandreuillois    | 11,3             | 385 (2022)                        | 34                 |
| Vaux                  | 31570      | Vallois          | 10,41            | 308 (2022)                        | 30                 |

### Démographie
| 1968   | 1975   | 1982   | 1990   | 1999   | 2006   | 2011   | 2016   | 2022   |
| ------ | ------ | ------ | ------ | ------ | ------ | ------ | ------ | ------ |
| 14 807 | 14 689 | 15 246 | 15 872 | 17 085 | 19 445 | 20 753 | 21 428 | 21 764 |

## Administration

### Siège
Le siège de la communauté de communes est situé à Revel, 20 Rue Jean Moulin.

### Les élus
Le conseil communautaire de la communauté de communes se compose de 58 conseillers, élus pour une durée de six ans.
Ils sont répartis comme suit :
| Nombre de conseillers | Communes               |
| --------------------- | ---------------------- |
| 22                    | Revel                  |
| 6                     | Sorèze                 |
| 3                     | Saint-Félix-Lauragais  |
| 2                     | Blan, Lempaut          |
| 1 (+1 suppléant)      | les 23 autres communes |

### Présidence
À la suite des élections municipales françaises de 2020, le conseil communautaire de la communauté de communes, réuni le 10 juillet 2020, a élu Laurent Hourquet, maire de Revel comme président, ainsi que six vice-présidents et un conseiller délégué, qui sont, :
|     | Attributions                                                               | Identité              | Qualité                        |
| --- | -------------------------------------------------------------------------- | --------------------- | ------------------------------ |
| 1er | Aménagement du site de Saint-Ferréol dont équipements sportifs             | Marie-Lise Housseau   | Maire de Sorèze                |
| 2e  | Gestion des ressources humaines, marchés publics, développement économique | Alain Bourrel         | Maire de Saint-Félix-Lauragais |
| 3e  | Promotion et développement touristique, dossiers « Grands Sites »          | Martine Maréchal      | 7e adjointe de Revel           |
| 4e  | Urbanisme, politique du logement et du cadre de vie                        | Michel Ferret         | 4e adjoint de Revel            |
| 5e  | Voirie, collectes et traitement des déchets                                | Véronique Ourliac     | Maire de Poudis                |
| 6e  | Action en faveur de la Petite Enfance et de l’Enfance                      | Marie-Hélène Vauthier | Maire de Saint-Amancet         |

Le conseiller délégué aux dispositifs de sécurité et à l'aire d’accueil des gens du voyage, est Bertrand Géli, maire de Puéchoursi.
| Période          | Période         | Identité         | Étiquette | Qualité                        |
| ---------------- | --------------- | ---------------- | --------- | ------------------------------ |
| 2008             | 31 octobre 2017 | Alain Chatillon  | PR        | Sénateur-Maire de Revel        |
| 10 novembre 2017 | 10 juillet 2020 | André Rey        | DVG       | Maire de Saint-Félix-Lauragais |
| 10 juillet 2020  | En cours        | Laurent Hourquet | DVC       | Maire de Revel                 |

### Compétences
Lutte contre l’incendie et secours; 
Le schéma de cohérence territoriale (SCOT) et l’élaboration d’un projet de développement global du Pays Lauragais au travers de la contractualisation de pays 
Maison Commune pour l’Emploi et la Formation et soutien aux organismes œuvrant dans le domaine de l’emploi et la formation
Création, aménagement et gestion de zones d’activités
Collecte et traitement des ordures ménagères,
Assainissement autonome : étude du zonage obligatoire au titre de la loi sur l’eau dans les communes où cela n’a pas été réalisé, afin que l’ensemble du territoire intercommunal soit couvert.
Contrôle des installations d’assainissement autonome des constructions nouvelles et existantes, conformément à la loi n°94-469 du 3 juin 1992 sur l’eau.
Gestion équilibrée et durable de la ressource en eau : Schémas d’aménagement et de gestion de l’eau (SAGE)
Études prospectives sur l’habitat et l’emploi.
Opérations d’amélioration de l’habitat.
Services et structures d’accueil de jeunes enfants à vocation intercommunale : crèches, haltes-garderies, structures multi-accueil, Relais Assistantes Maternelles (R.A.M.)le centre de loisirs.
Participation à l’élaboration, la signature et/ou la mise en œuvre des politiques contractuelles de développement local conclues avec l’État, la Région, les Départements, les Pays, les Parcs Naturels Régionaux
Dispositifs intercommunaux de sécurité et de prévention de la délinquance.
Promotion et développement du tourisme.
Pour l'exercice de certaines de ses compétences la communauté de communes adhère aux syndicats mixtes suivants:
- Syndicat Mixte du SCOT du Lauragais
- SIPOM : collecte et traitement des déchets ménagers
- Musée et Jardins du Canal du Midi

### Régime fiscal et budget
Le régime fiscal de la communauté de communes est la fiscalité professionnelle unique (FPU).